# Pont-des-deux-eaux
Le Pont-des-Deux-Eaux est un micro-quartier de la ville d'Avignon, situé dans le quartier Avignon Est.

## Géographie

### Hydrographie
Le quartier est traversé par le Canal de Vaucluse, qui relie la Sorgue à Avignon.

### Climat
Pont-des-deux-eaux, comme l'ensemble de la commune d'Avignon, située dans la zone d’influence du climat méditerranéen, est soumis à un rythme à quatre temps : deux saisons sèches, dont une brève en fin d'hiver, et une très longue et accentuée en été ; deux saisons pluvieuses, en automne, avec des pluies abondantes sinon torrentielles, et au printemps. Les étés sont chauds et secs, liés à la remontée des anticyclones subtropicaux, entrecoupés d’épisodes orageux parfois violents. Les hivers sont doux. Les précipitations sont peu fréquentes et la neige rare.

#### Relevés météorologiques
| Mois                              | jan. | fév. | mars | avril | mai  | juin | jui. | août | sep. | oct. | nov. | déc. | année |
| --------------------------------- | ---- | ---- | ---- | ----- | ---- | ---- | ---- | ---- | ---- | ---- | ---- | ---- | ----- |
| Température minimale moyenne (°C) | 2    | 3    | 6    | 8     | 12   | 15   | 18   | 18   | 14   | 11   | 6    | 3    | 9,6   |
| Température moyenne (°C)          | 6    | 7,5  | 11   | 13    | 17,5 | 21   | 24   | 24   | 19,5 | 15,5 | 8,5  | 7,5  | 14,7  |
| Température maximale moyenne (°C) | 10   | 12   | 16   | 18    | 23   | 27   | 30   | 30   | 25   | 20   | 13   | 10   | 19,75 |
| dont pluie (mm)                   | 36,5 | 23,3 | 24,9 | 47,5  | 45,6 | 25,4 | 20,9 | 29,1 | 89,8 | 59,6 | 52,8 | 34   | 495,4 |

Selon Météo-France, le nombre par an de jours de pluies supérieures à 2,5 litres par mètre carré est de 45 et la quantité d'eau, pluie et neige confondues, est de 660 litres par mètre carré. Les températures moyennes oscillent entre 0 et 30 °C selon la saison. Le record de température depuis l'existence de la station de l'INRA est de 40,5 °C lors de la canicule européenne de 2003 le 5 août (et 39,8 °C le 18 août 2009) et −12,8 °C le 5 janvier 1985. Les relevés météorologiques ont lieu à l'Agroparc d'Avignon.

#### Le mistral
Le vent principal est le mistral, dont la vitesse peut aller au-delà des 110 km/h. Il souffle entre 120 et 160 jours par an, avec une vitesse de 90 km/h par rafale en moyenne. Le tableau suivant indique les différentes vitesses du mistral enregistrées par les stations d'Orange et Carpentras-Serres dans le sud de la vallée du Rhône et sa fréquence au cours de l'année 2006. La normale correspond à la moyenne des 53 dernières années pour les relevés météorologiques d'Orange et à celle des 42 dernières pour Carpentras.
Légende : « = » : idem à la normale ; « + » : supérieur à la normale ; « - » : inférieur à la normale.
|                                                      | Jan.     | Fev.     | Mar.     | Avr.    | Mai.    | Jui.     | Juil.   | Aoû.    | Sept.   | Oct.    | Nov.    | Dec.     |
| Vitesse maximale relevée sur le mois                 | 106 km/h | 127 km/h | 119 km/h | 97 km/h | 94 km/h | 144 km/h | 90 km/h | 90 km/h | 90 km/h | 87 km/h | 91 km/h | 118 km/h |
| Tendance : jours avec une vitesse > 16 m/s (58 km/h) | --       | +++      | ---      | ++++    | ++++    | =        | =       | ++++    | +       | ---     | =       | ++       |

### Voies de communication et transports
Le quartier est encadré par la route de Morières au nord, la rocade Charles de Gaulle à l'ouest, l'avenue Fontcouverte au sud et le rond-point de Réalpanier à l'est.

Plusieurs lignes de bus du réseau Orizo permettent aux habitants de rejoindre d'autres endroits de la ville : les lignes 9,4 et 14

## Services publics
• Maire Annexe (Quartier Est)
• Polices municipales 
• Bureau de Poste
• Caserne des sapeurs pompiers
- Bureau de poste
- Police municipale

## Population et société

### Démographie
| 2012  | 2015  |
| ----- | ----- |
| 3 055 | 3 036 |

### Enseignement
- Lycée René Char
- Collège Gerard Philippe
- École Primaire De L'Amandier
- École Maternelle Clos Du Noyer

### Santé
Le quartier dispose d'un service de santé de proximité, le centre médical du pont des deux eaux, regroupant plusieurs disciplines, de la médecine générale, à le rhumatologie, en passant par l'hépatologie. Une pharmacie et un laboratoire d'analyse médicale, ainsi que la clinique Urbain V sont également implantés dans le quartier. Près de l'école Farfantello s'est aussi implanté un groupement de médecins et une pharmacie.

### Sports
Une association culturelle et sportive de quartier regroupe plusieurs sports.

### Cultes
- Église évangélique libre
- Église évangélique

## Urbanisme
Le quartier dispose de plusieurs types d'habitat : maisons individuelles, immeubles et résidence privées, immeubles collectifs de types HLM. Ces derniers ont été construits au milieu des années 1960.

## Économie

### Revenus de la population et fiscalité
Le revenu moyen (nord/sud) est de 1960€ par mois et par habitant.

### Entreprises et commerces
Le micro-quartier abrite notamment le Centre Commercial Pont-des-Deux-Eaux. Il propose divers services ou produits (coiffeurs, pizzeria, bars, tabac, fruitier, boucher, bureau de poste ou encore banques) autour d'une enseigne principale : Aldi
Un marché provençal est organisé le vendredi matin sur une partie du parking du Centre Commercial Pont-des-Deux-Eaux.

## Culture locale et patrimoine

### Patrimoine
- Roue du Pont-des-Deux-Eaux[11]